# Alain Recoing
Pour les articles homonymes, voir Recoing.
Alain Recoing est un marionnettiste et metteur en scène français, né le 19 janvier 1924 à Montmorency (Seine-et-Oise) et mort à Paris 18e le 15 novembre 2013.

## Biographie

### Jeunesse et formation
Alain Recoing grandit dans le département de la Sarthe. Il passe son bac au lycée Montesquieu, puis entreprend  en 1945 des études de philosophie à la Sorbonne. Le comédien Maurice Garrel lui présente le metteur en scène Gaston Baty, fondateur du Théâtre des marionnettes à la française, dont il devient l'assistant en 1948,.

### Carrière de marionnettiste
En 1950, Alain Recoing fonde la Compagnie des trois avec Claude-André Messin et Maurice Garrel, et monte des spectacles au cabaret L'Écluse. Il crée l'émission télévisée pour enfants Martin et Martine, diffusée durant quatre ans sur la RTF. Recoing travaille également avec Jean-Christophe Averty et Pierre Tchernia sur des dramatiques. Le marionnettiste fonde sa compagnie en 1957 et collabore à plusieurs reprises avec le metteur en scène de théâtre Antoine Vitez. En 1976, il crée la compagnie du Théâtre aux Mains Nues, qu'il dirige jusqu'en 2007. Cette compagnie est la structure mère de l'actuel Théâtre aux Mains Nues.

### Autres activités
Alain Recoing est secrétaire général du syndicat national des arts de la marionnette et de l'animation, de sa création en 1956 jusqu'en 1966,. Il est membre fondateur du Centre National de la Marionnette (CMN), qu'il a également présidé. De 1987 à 1999, il enseigne à l'école nationale supérieure des arts de la marionnette, et entre 1989 et 1995 à l'université Sorbonne Nouvelle - Paris 3, qui propose une licence d'études théâtrales. En 1995, il crée l'école du Théâtre aux Mains Nues où il enseignera jusqu'en 2013.  En 2011, les éditions l'Entretemps publient son livre de souvenirs, Les mémoires improvisées d'un montreur de marionnettes.

## Récompenses
Lors du festival mondial des théâtres de marionnettes de Charleville-Mézières, l'Institut international de la marionnette lui décerne en 2011 le « prix de la transmission » pour son action auprès des jeunes générations.

## Ouvrage d'Alain Recoing
- Les mémoires improvisés d'un montreur de marionnettes, L'Entretemps - Institut international de la marionnette, coll. « La main qui parle », 2011, 288 p. (ISBN 978-235539-137-8)